# Hohenbökener See
Der Hohenbökener See, von den Einheimischen Sielingsee genannt, ist ein Binnensee in der Gemeinde Ganderkesee im Landkreis Oldenburg in Niedersachsen. Er liegt etwas abgelegen nördlich von Bookholzberg nahe der Stedinger Straße (B212), unweit der Grenze zum Landkreis Wesermarsch und ist nur über einen etwa 300 m langen Weg zu erreichen.
Der schon in der niedrigeren Marsch liegende See wird als Angel- und Badesee genutzt. Im vorderen, östlichen Teil gibt es einen etwa 190 m langen Strandbereich mit einem Badesteg und flach abfallendes Wasser. Während der Badesaison wird regelmäßig die Wasserqualität untersucht. An Wochenenden übernimmt hier die DLRG die Badeaufsicht.
Der Badebereich ist durch Bojen begrenzt, hinter denen der Bereich der Angler anfängt. 